# Molophilus algol
Molophilus algol är en tvåvingeart som beskrevs av Alexander 1954. Molophilus algol ingår i släktet Molophilus och familjen småharkrankar.
Artens utbredningsområde är Thailand. Inga underarter finns listade i Catalogue of Life.